# Liste des lieutenants-gouverneurs du Nouveau-Brunswick
Le lieutenant-gouverneur du Nouveau-Brunswick (en anglais : Lieutenant Governor of New Brunswick) est le représentant officiel du roi du Canada, Charles III, dans la province du Nouveau-Brunswick, au Canada.

## Lieutenants-gouverneurs avant la Confédération
| Nom du gouverneur | Nom du gouverneur                          | De               | À                 |
| ----------------- | ------------------------------------------ | ---------------- | ----------------- |
|                   | Colonel Thomas Carleton                    | 20 mai 1786      | 2 février 1817    |
|                   | Général de division George Stracey Smyth   | 1er juillet 1817 | 27 mars 1823      |
|                   | Sir Howard Douglas                         | 28 août 1824     | 8 septembre 1831  |
|                   | Général de division Sir Archibald Campbell | 9 septembre 1831 | 1er mai 1837      |
|                   | Sir John Harvey                            | 1er mai 1837     | 26 avril 1841     |
|                   | Sir William MacBean George Colebrooke      | 27 avril 1841    | 11 avril 1848     |
|                   | Sir Edmund Walker Head                     | 11 avril 1848    | 28 septembre 1854 |
|                   | Sir John Henry Thomas Manners-Sutton       | 7 octobre 1854   | 26 octobre 1861   |
|                   | Sir Arthur Charles Hamilton-Gordon         | 26 octobre 1861  | 30 septembre 1866 |

## Lieutenants-gouverneurs depuis la Confédération
|  |     | Nom du gouverneur          | De                 | À                 |
|  | --- | -------------------------- | ------------------ | ----------------- |
|  | 1er | Charles Hastings Doyle     | 1er juillet 1867   | 18 octobre 1867   |
|  | 2e  | Francis Pym Harding        | 18 octobre 1867    | 22 juillet 1868   |
|  | 3e  | Lemuel Allan Wilmot        | 23 juillet 1868    | 15 novembre 1873  |
|  | 4e  | Samuel Leonard Tilley      | 15 novembre 1873   | 11 juillet 1878   |
|  | 5e  | Edward Barron Chandler     | 16 juillet 1878    | 6 février 1880    |
|  | 6e  | Robert Duncan Wilmot       | 11 février 1880    | 11 novembre 1885  |
|  | 7e  | Samuel Leonard Tilley      | 11 novembre 1885   | 21 septembre 1893 |
|  | 8e  | John Boyd                  | 21 septembre 1893  | 4 décembre 1893   |
|  | 9e  | John James Fraser          | 20 décembre 1893   | 24 novembre 1896  |
|  | 10e | Abner Reid McClelan        | 9 décembre 1896    | 21 janvier 1902   |
|  | 11e | Jabez Bunting Snowball     | 28 janvier 1902    | 24 février 1907   |
|  | 12e | Lemuel John Tweedie        | 5 mars 1907        | 6 mars 1912       |
|  | 13e | Josiah Wood                | 6 mars 1912        | 29 juin 1917      |
|  | 14e | Gilbert White Ganong       | 29 juin 1917       | 31 octobre 1917   |
|  | 15e | William Pugsley            | 6 novembre 1917    | 28 février 1923   |
|  | 16e | William Frederick Todd     | 28 février 1923    | 28 décembre 1928  |
|  | 17e | Hugh Havelock McLean       | 28 décembre 1928   | 31 janvier 1935   |
|  | 18e | Murray MacLaren            | 8 février 1935     | 5 mars 1940       |
|  | 19e | William George Clark       | 5 mars 1940        | 1er novembre 1945 |
|  | 20e | David Laurence MacLaren    | 1er novembre 1945  | 22 mai 1958       |
|  | 21e | Joseph Leonard O'Brien     | 6 juin 1958        | 9 juin 1965       |
|  | 22e | John Babbitt McNair        | 9 juin 1965        | 31 janvier 1968   |
|  | 23e | Wallace Samuel Bird        | 1er février 1968   | 2 octobre 1971    |
|  | 24e | Hédard Robichaud           | 8 octobre 1971     | 12 novembre 1981  |
|  | 25e | George Stanley             | 23 décembre 1981   | 20 août 1987      |
|  | 26e | Gilbert Finn               | 1er septembre 1987 | 21 juin 1994      |
|  | 27e | Margaret Norrie McCain     | 21 juin 1994       | 18 avril 1997     |
|  | 28e | Marilyn Trenholme Counsell | 18 avril 1997      | 26 août 2003      |
|  | 29e | Herménégilde Chiasson      | 26 août 2003       | 30 septembre 2009 |
|  | 30e | Graydon Nicholas           | 30 septembre 2009  | 8 août 2014       |
|  | 31e | Jocelyne Roy-Vienneau      | 23 octobre 2014    | 2 août 2019       |
|  | 32e | Brenda Murphy              | 8 septembre 2019   | 22 janvier 2025   |
|  | 33e | Louise Imbeault            | 22 janvier 2025    | en cours          |